# ميشيل بيري (لاعب رماية)
ميشيل بيري (بالفرنسية: Michel Bury)‏ هو لاعب رماية فرنسي، ولد في 28 فبراير 1952 في إنغويلر في فرنسا.

## وصلات خارجية
- ميشيل بيري على موقع الاتحاد الدولي (الإنجليزية)
- ميشيل بيري على موقع أوليمبيديا (الإنجليزية)